# Union (Maine)
Pour les articles homonymes, voir Union.
Union est une ville américaine située dans le Comté de Knox, dans le Maine. Selon le recensement de 2020, sa population est de 2 383 habitants.